# Pantoclis rufipes
Pantoclis rufipes is een vliesvleugelig insect uit de familie van de Diapriidae. De wetenschappelijke naam van de soort is voor het eerst geldig gepubliceerd in 1901 door Szepligeti.